# Битва на Могзе
Битва на Могзе — сражение Династической войны, состоявшееся в Лазареву Субботу 20 марта 1434 года неподалёку от современного села Никола-Бой (прежнее название — Никольское на Бою) Борисоглебского района Ярославской области:106, 107. В сражении сошлись войска ранее занимавшего московский великокняжеский стол князя Юрия Дмитриевича и его племянника московского великого князя Василия Васильевича.
Битве предшествовал поход Василия II на Галич зимой 1433/34, в ходе которого Василий подверг Галичскую землю разорению («церкви святыя пожже и монастыри, и много людии посече, и много крови пролил»), захватил «полон», однако город Галич взять не смог и вернулся в Москву:63, 232:329.
Юрий Дмитриевич, во время нападения на Галич воевавший с союзным Василию II князем Михаилом Андреевичем Белозерским, позднее собрал значительные силы, включая дружины своих сыновей, а также вятчан, и двинулся в поход на Василия:63, 64:329.
Василий Васильевич вместе со своим союзником князем Иваном Андреевичем Можайским выступил навстречу Юрию. Противники встретились и сошлись в бою «в Ростовьскои области, у Николы на горе»:148. В ходе сражения обе стороны понесли значительные потери («… и бысть бой межу ими и сеча зла»:Стб. 490), однако в итоге Юрий Дмитриевич наголову разгромил противника. Василий II и Иван Андреевич бежали с поля боя: первый — в Великий Новгород, второй — в Тверь к своей сестре, бывшей замужем за великим князем Борисом Александровичем:64:331, 332.
Юрий Дмитриевич не стал преследовать Василия II, а направился к Москве. Несколько дней Юрий пробыл в Троице-Сергиевом монастыре. Сюда по его приглашению прибыл из Твери князь Иван Андреевич (отказавшийся продолжать совместно с Василием II борьбу против Юрия), после чего Юрий Дмитриевич с сыновьями и можайский князь двинулись к столице:65:331, 332.
Согласно К. П. Ковалёву-Случевскому, Юрий Дмитриевич не стремился совершать на Страстной седмице какие-либо активные действия, поэтому, дойдя до Москвы, он встретил под её стенами Пасху (28 марта) и начало Светлой седмицы: 332. Согласно А. А. Зимину, Юрий в течение недели осаждал Москву:65. 31 марта в среду Светлой седмицы по распоряжению московского воеводы Романа Хромого город был отворён. Юрий Дмитриевич вошёл в столицу и повторно занял великокняжеский престол. Второе великое княжения Юрия Дмитриевича продолжалось до его смерти 5 июня 1434 года:67: 334.